# Экк, Николай Владимирович
Никола́й Влади́мирович Экк (при рождении Юрий Витальевич Ивакин; 14 июня 1902, Рига — 13 июля 1976, Москва) — советский режиссёр театра и кино, сценарист. Новатор кинематографа: снял первый советский звуковой полнометражный фильм («Путёвка в жизнь», 1931), первый советский цветной фильм («Груня Корнакова», 1936). Заслуженный деятель искусств РСФСР (1973).

## Биография
Родился в Риге в 1902 году. По другим сведениям — 15 сентября 1896 года.
В 1916 году был призван из университета в школу прапорщиков. До июля 1917 года служил в Москве в 193-м пехотном полку, где был выборным членом солдатского комитета. Затем был направлен в Персию, где служил в Тавризе в 110-м полку Русского экспедиционного корпуса. После Октябрьской революции через Тифлис и Баку отправился Россию. В феврале 1918 года приехал в Москву, «жил под Москвой в Горках, на учёт как бывший офицер не стал и на призыв не явился».
Его хороший знакомый, доктор Казимир Эрнестович Экк дал ему метрическую выписку своего сына Николая Владимировича Экка 1902 года рождения. Легализовавшись таким образом, осенью 1919 года поступил в Московский университет. В конце 1919 года ушёл добровольцем в железнодорожные войска и служил в Саратовской железнодорожной дивизии. В марте 1920 года был демобилизован.
В 1920—1921 годах учился в Мастерской коммунистической драматургии в Москве. Свой творческий путь начал как актёр, а затем и как режиссёр-лаборант в театре В. Э. Мейерхольда.
В 1927 году окончил режиссёрское отделение Государственного техникума кинематографии (ГТК).
В 1928—1936 годах — режиссёр на киностудии «Межрабпомфильм».
На его счету попытка первого советского фильма по Шекспиру, первый советский звуковой, первый советский цветной, первый украинский цветной фильм, первый безочковый стереоскопический цветной. 
В 1941 году, находясь в эвакуации в Ташкенте, снимал фильм о чехословацком сопротивлении «Буква В» («Голубые скалы»). Приказом начальника Комитета по делам кинематографии при СНК СССР от 22 ноября 1941 года за срыв плана по окончанию фильма, расхлябанность и низкий идейный уровень отснятого материала был освобождён от режиссёрской работы в кинематографе.
В 1942—1946 годах для политуправления Среднеазиатского военного округа поставил четыре спектакля, в том числе «Русские люди» (1942).
Умер 13 июля 1976 года. Похоронен в Москве на Кузьминском кладбище (участок № 54).

### Семья
- Отец — Виталий Ивакин служил на Курской железной дороге на разных должностях, проживал в Малаховке, где и умер[11].

## Фильмография
Режиссёр
- 1929 — Как надо и не надо / Как и кого надо убивать /Кожа (не сохранился)
- 1930 — Звуковая сборная программа № 2 (не сохранился)
- 1931 — Путёвка в жизнь
- 1931—1934 — Пролетарское чудо (не завершён)
- 1935 — Карнавал цветов
- 1936 — Груня Корнакова
- 1938 — Сорочинская ярмарка
- 1962 — Когда идёт снег… (телефильм)
- 1963 — Мамочка и два трутня (короткометражный)
- 1967 — Человек в зелёной перчатке (стереофильм)

Сценарист
- 1929 — Как надо и как не надо / Как и кого надо убивать /Кожа
- 1931 — Путёвка в жизнь (совместно с Р. Янушкевич, А. Столпером)
- 1935 — Карнавал цветов
- 1936 — Груня Корнакова (совместно с Р. Янушкевич)
- 1938 — Сорочинская ярмарка
- 1962 — Когда идёт снег…
- 1963 — Мамочка и два трутня

Актёр
- 1936 — Груня Корнакова — Андрей Рыбников

## Призы и награды
- лучший фильм на I Венецианском кинофестивале (1932) — «Путёвка в жизнь» (1931);
- заслуженный деятель искусств РСФСР (1973)[8];
- орден Трудового Красного Знамени (23 мая 1940) — за особые заслуги в деле развития советской кинематографии (цветная кинокартина «Сорочинская ярмарка»)[12].

## Память
- В 2002 году Почта России выпустила художественный маркированный конверт с оригинальной маркой, посвящённый 100-летию со дня рождения Н. В. Экка.

## Комментарии
1. ↑  Из признания Н. Экка на допросе в НКВД в августе 1936 года о подделке документов с целью скрыть службу офицером царской армии[5].
2. ↑  В справочнике Кино. Энциклопедический словарь (1987) дата смерти указана — 14 июля[8].